# Marie Collin
Pour les articles homonymes, voir Collin.
 (juin 2016).
Marie Collin est présidente-directrice générale de Télé-Québec depuis le 10 août 2015. Sa nomination a été annoncée par un communiqué du gouvernement du Québec, le 14 juillet 2015, au terme du Conseil des ministres.
Elle a succédé à Michèle Fortin qui a occupé le titre de PDG de Télé-Québec pendant 10 ans. Son contrat s'est terminé le 3 juillet 2015 et n'a pas été renouvelé.

## Biographie
Madame Collin est détentrice d'un diplôme en sciences politiques et d'une maîtrise en communications de l'Université de Montréal.
Mme Collin a été PDG de l'Association québécoise de la production médiatique (2014-2015). Elle a également occupé des postes de direction chez Astral Media (2000-2013), TQS (1994-1997) et TVA (1993-1994).
Durant près de 13 ans, Marie Collin a occupé le poste de vice-présidente principale, programmation, communications et médias interactifs pour les chaînes Canal Vie, Ztélé et VRAK chez Astral Media. Elle a également occupé des postes de direction des communications à TQS et à TVA.
Entre 2004 et 2010, elle s'est distinguée comme experte enseignante aux HEC Montréal, dans le cadre du programme de formation en gestion télévisuelle et cinématographique.